# Piotr Dym
Piotr Dym (ur. 31 sierpnia 1976 w Górze) – polski żużlowiec.

## Życiorys
Wychowanek Unii Leszno, w barwach której startował w latach 1994–1995, lecz tylko w imprezach młodzieżowych. Od 1996 roku zawodnik Kolejarza Rawicz. Odszedł z Rawicza w 2004 roku, aby powrócić do zespołu w 2007 roku. W latach 2004–2005 reprezentował barwy Intaru Ostrów Wlkp., a w 2006 – Ukrainy Równe. Od 2009 roku do 2011 występował w Orle Łódź, w latach 2012–2013 – w Kolejarzu Rawicz. W sezonie 2014 zawodnik  Polonii Piła.
Największymi sukcesami zawodnika jest awans do Rundy Kwalifikacyjnej IMŚ na żużlu we włoskim Terenzano, gdzie z 6 punktami zajął 10. miejsce, awans do finału Złotego Kasku we Wrocławiu w roku 2000, w którym to zajął 11. pozycję oraz brązowy medal Mistrzostw Polski Par Klubowych (2005).